# Amore Mio (Amada Mia, Amore Mio)
Amore Mio (Amada Mia, Amore Mio) ist ein Lied von El Pasador aus dem Jahr 1977, das von Celso Valli, René Marcard, Bruno Pallesi und El Pasador geschrieben wurde. 1978 wurde es vom deutschen Schlagersänger Roland Kaiser erfolgreich interpretiert. Später wurde es mehrfach gecovert.
In Deutschland wurde es 1977 als Erkennungsmelodie des Films Die Vorstadtkrokodile bekannt.

## Veröffentlichung
Amore Mio (Amada Mia, Amore Mio) ist ein Schlager im 4⁄4-Takt.  Die Musik und der Text stammen von Celso Valli, René Marcard, Bruno Pallesi und El Pasador. Die Single wurde von Hansa im Februar 1978 veröffentlicht. Die B-Seite war Nicht eine Stunde tut mir leid, das von Heino Petrik, Georg Gahlen und Frank Thorsten geschrieben wurde. Amore Mio (Amada Mia, Amore Mio) erschien zudem neben der zweiten Single Schach Matt auf Kaisers drittem Studioalbum  Etwas von mir, das im Dezember 1979 erschien.
In der ZDF-Hitparade trat Kaiser mit dem Lied am 1. Mai 1978 auf, als Platz 18 der zu dieser Zeit per Tippscheinverfahren gewählten Titel.

## Inhalt
Es geht um einen Mann, der den Reizen einer Frau nicht widerstehen kann und die Frau dazu auffordert, sich nicht auszuziehen und nicht so viel zu trinken. Bei ihrem Anblick werde das lyrische Ich ganz blass.

„Zieh Dich nicht aus, amore mio (woo-ah!)

Komm doch nach Haus, amore mio (woo-ah!)

Trink nicht so viel, amore mio (la-la-la-la-la)

Bei jedem Glas, amore mio (woo-ah!)

Werd ich ganz blass, amore mio (woo-ah!)

Zieh Dich nicht aus, amore mio (la-la-la-la-la).“

## Titelliste der Single
1. Amore Mio (Amada Mia, Amore Mio) – 3:17
2. Nicht eine Stunde tut mir leid – 4:11

## Charts und Chartplatzierungen
Amore Mio (Amada Mia, Amore Mio) erreichte in Deutschland Rang 17 der Singlecharts und platzierte sich 16 Wochen in den Charts. Für Kaiser wurde es zum dritten Charthit nach Frei – Das heißt allein und Sieben Fässer Wein.
| ChartsChartplatzierungen | Höchstplatzierung | Wochen |
| ------------------------ | ----------------- | ------ |
| Deutschland (GfK)        | 17 (16 Wo.)       | 16     |

## Coverversionen
Das Lied Amore Mio (Amada Mia, Amore Mio) wurde vereinzelt gecovert:
- 1978: Andreas Holm
- 1978: Cliff Carpenter und sein Orchester
- 1980: Giovanni Cavalli
- 1997: Dieter Thomas Kuhn & Band
- 2009: K*Rings Brothers
- 2016: Udo Wenders